# Abdij van Bonlieu

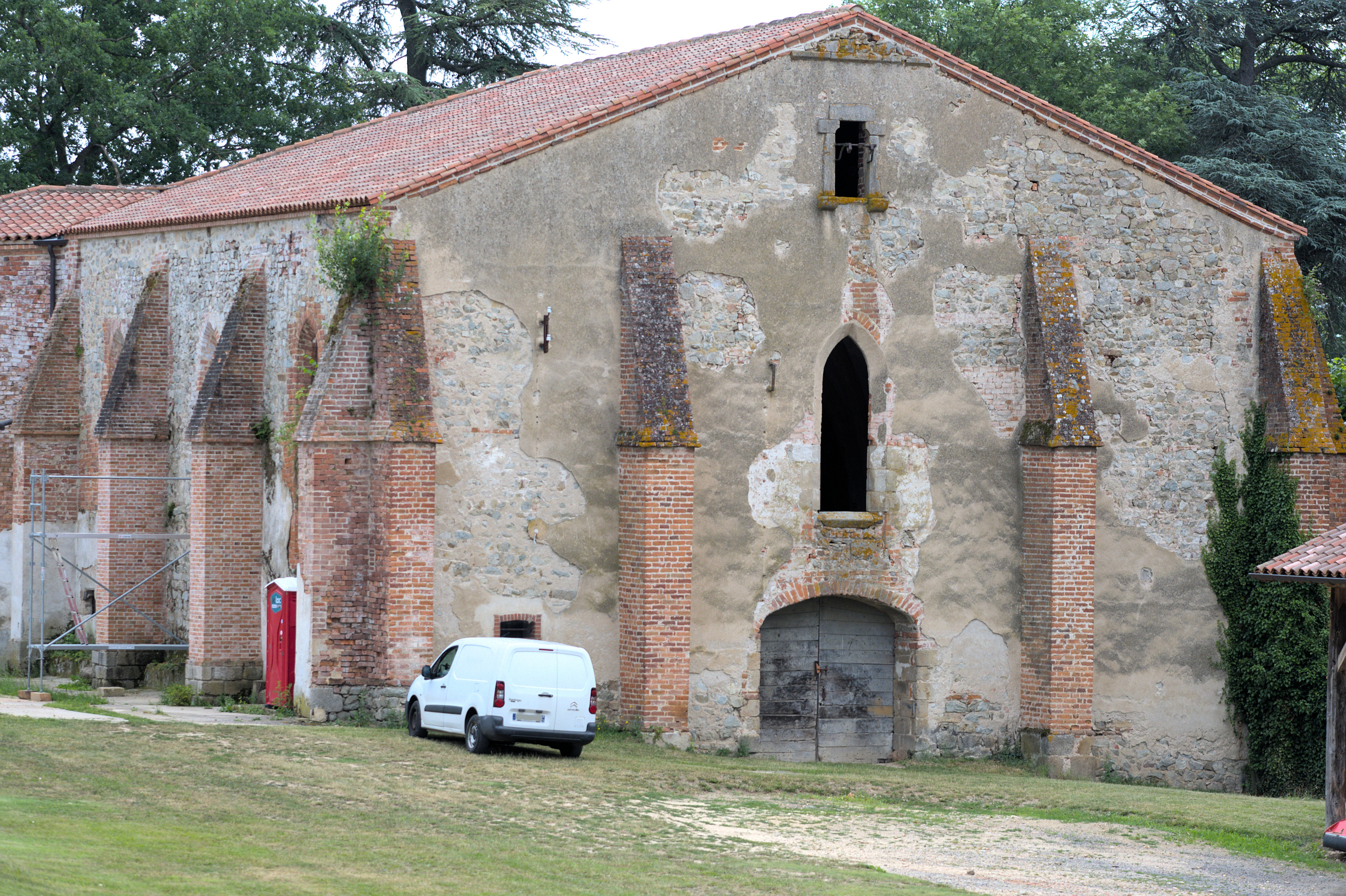
Abdijkerk Bonlieu

De Abdij van Bonlieu  was een cisterciënzer abdij in de gemeente Sainte-Agathe-la-Bouteresse in het departement Loire in de regio Auvergne-Rhône-Alpes in Frankrijk. De abdij lag veertien kilometer ten westen van Feurs.

## Geschiedenis
De abdij werd in 1199 op initiatief van de graven van Forez als dochterklooster van de Abdij van Mazan gesticht. Later werd de Abdij van Bénisson-Dieu opgericht. De abdij werd de begraafplaats van de familie D'Urfé wier wortels in de buurt liggen en tot een van de meest welvarende families hoorde. De abdij brandde in de veertiende eeuw af waarna zij met de abdij van Valcroissant werd samengevoegd. De abdij brandde in 1682 en 1711 opnieuw af en werd niet meer opgebouwd.

## Restanten
De later inwendig verbouwde kerk uit de veertiende eeuw is - overeenkomstig de streek - in baksteen gebouwd. Het schip met kruisgewelven had vier traveeën met kozijnen met spitsbogen. De kerk had twee transepten die met spitsbogen met het middenschip in verbinding staan. Twee zijabsides staan hellend ten opzichte van het koor.